# Vincenzo Chiarugi

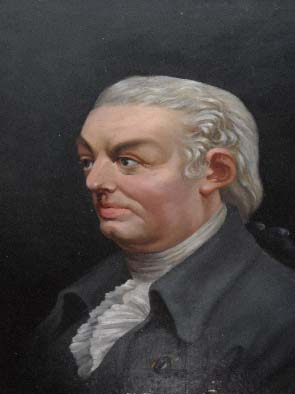
Vincenzo Chiarugi

Vincenzo Chiarugi (* 17. Februar 1759 in Empoli; † 22. Dezember 1820 in Florenz) war ein italienischer Arzt. Durch Reformen versuchte er die Lage von psychisch Kranken in der Toskana zu verbessern. Unterstützt wurde er dabei von Großherzog Peter Leopold.
Chiarugi arbeitete in verschiedenen Anstalten in Florenz.
Sein Hauptwerk ist das 1793/94 erschienene Buch Della Pazzia in genere e in spezie (Über den Wahnsinn, deutsch 1795). Chiarugi wird häufig mit dem französischen Psychiatrie-Pionier Philippe Pinel verglichen, der wie Chiarugi und andere ebenfalls zum Aufschwung der Psychiatrie zu Beginn des 19. Jahrhunderts beitrug.